# Континентално развође Америке
Континентално развође Америке (енг. Continental divide of the Americas) је хидрогеолошка вододелница и узвишење у копну које означава замишљену линију и одређује границу која раздваја два дренажна подручја или два слива Северене и Јужне Америке. Од њега се воде, које падну на тло, стварно раздвајају и теку кроз два различита дренажна система — у Атлантски или Пацифички океан.
Континенталнo развође  се протеже од Беринговог мореуза до Магелановог мореуз и дели сливове река са Америчког континента који одводе воде у Тихи океан од оних речних система који се изливају у Атлантски океан (укључујући и оне који се изливају у Мексичком заливу и Карипском мору) али и онe који се уливају у најсеверније подручје развођа, са речним системима који  одводе воду у Арктички океан.
Иако постоји неколико других хидролошких подела у Америци, континентално развође је најзначајнија, јер тежи да прати линију високих врхова дуж главних стаза Стеновитих планина и Анда, на генерално много вишој надморској висини у односу на остале хидролошке поделе.

## Географија

### Континентално развође у Северној Америци
Континентално развође почињена од Рта Принц од Велса, на Аљасци, најзападнијој тачки на копну Америке. Потом развође прелази са севара из Аљаске у Јукон, одакле се  цик-цак линијом пружа јужно дуж Британске Колумбије преко планина Cassiar и Omineca и северне висоравни Nechako до језера Summit, северно од града Принц Џорџ и јужно од заједнице McLeod Lake. Одатле развође прелази преко Мекгрегоровог платоа до Стеновитих планина, пратећи врхове Канадских стеновитих планина, југоисточно до 120. западног меридијана, где развође формира природну границу између Британске Колумбије и Алберте.
Континентално развође у Сједињенеим Америчким Држава почиње у северозападној Монтани, на граници између Националног парка Ватертон Лејк и Националног парка Глејшер. 
Даље на југу, окосницу Континенталног  развођи чини Rocky Mountain Front (Фронт Ранџ) који се пружа према  југ према Хелени и Бјут-Силвер Боу, затим западно поред истоимене заједнице Divide, Montana, кроз дивљину Anaconda-Pintler Wilderness до Bitterroot Range, где се формира источна трећина државне границе између Ајдаха и Монтане. Одатле Континентално развође прелази у Вајоминг у Национални парк Јелоустон и наставља југоисточно ка Колораду у коме  досеже своју највишу тачку у Северној Америци на врху Grays Peak на 4.352 m (14.278 ft). 
Затим Континентално развође прелази у југозападни Колораду и иде дуж масива Wolf Creek Pass, или високог планинскиог пролаз на континенталној граници, у планинама Сан Јуан у Колораду. То је пролаз кроз коју УС Хигхвеј 160 прелази из долине Сан Луис у југозападни Колорадо на путу за Нови Мексико и Аризонуи. Одавде Континентално развође затим наставља ка јужном у западном Новом Мексику, пролазећи дуж западне границе Plains of San Agustin.
Из Сједињених Држава Континентално развође прелази у Мексико, и дуж њега се пружа кроз — Чивава Дуранго, Закатекас, Агваскалијентес, Халиско, Гванахуато, Керетаро, Мексико Сити, Морелос, Пуебло, Oaxaca, и Чијапас.

### Континентално развође у Централној Америци
У Централној Америци, Континенталнo развође се наставља преко јужне Гватемале, југозападног Хондураса, западне Никарагве, западне/југозападне Костарике и јужне Панаме. 
У овом делу Америчког континента развође досеже своју најнижу природну тачку у Централној Америци на Ривском рту, високом само 47 m (154 ft) у Никарагви. 
Према томе иако Континентално развође представља највише гографске области између сливова, оно не прати увек највише нивое или планинске врхове унутар сваке државе или покрајине.

### Континентално развође у Јужној Америци
Континентално развође се наставља у Јужној Америци, дуж врхова планинског ланца Анда у западној Колумбији, средњем  Еквадору, западном и југозападном Перуу и источном Чилеу (деломично формирајући границе између Чилеа и Боливија и Чилеа и Аргентина), да би се завршило на на крајњем југу, на граници Патагоније и Тиера дел Фуего.